# Talbiya

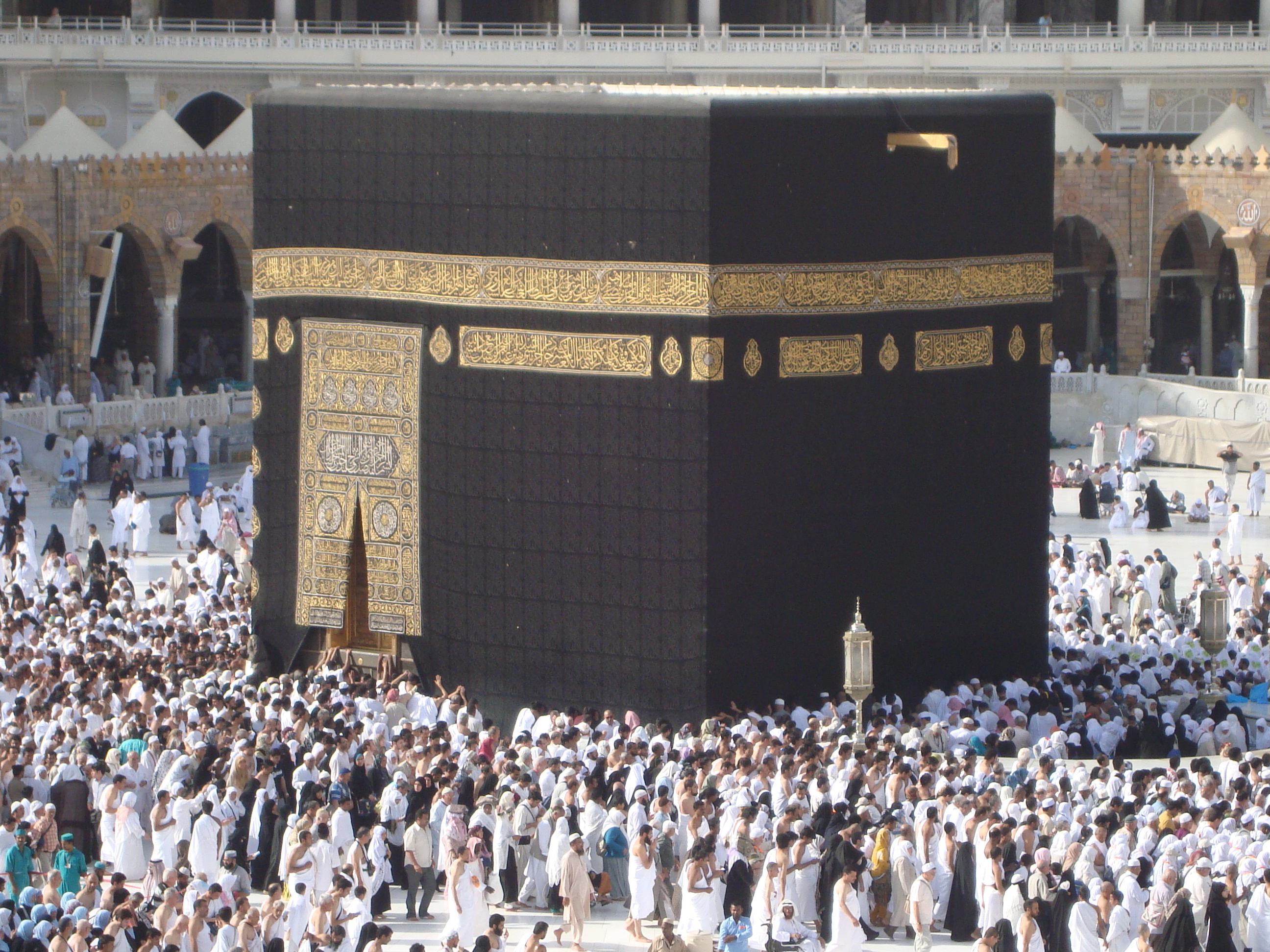
Wichtiger Bestandteil der Haddsch: die Kaaba

Die Talbiya oder Talbija (arabisch التلبِية, DMG at-Talbiya ‚Folgeleistung, Befolgung, Willfahrung‘) ist ein Ausruf muslimischer Pilger während der Haddsch.

## Die Talbiya in der vorislamischen Zeit
In der Literatur wird erwähnt, dass es bereits in vorislamischer Zeit (die verschiedenen arabischen Stämme brachten damals ihre Idole nach Mekka) jeder Stamm eine eigene Talbiya besaß, die sie verwendeten, wenn sie ihre Götter dort besuchten. Eine Überlieferung mit diesen sogenannten Talbiyât al-Jâhiliya (Talbiyat aus der Zeit der Unwissenheit) stammt von Sayyid Muʿaẓẓam Ḥusayn, der in seinen Schriften insgesamt 28 solcher Formeln sammelte.
Die Talbiya bezeichnet eine gesprochene Formel, die mit dem Wort Labbayka beginnt, welche die II. Form des Verbs labbā (im Sinne der IV. Form alabba) mit der Bedeutung „seinen Fuß auf ein Gebiet setzen“ oder „anhalten“ darstellt. Der Bezug ist das Absteigen der vorislamischen Pilger von ihren Reittieren am Rande des heiligen Gebiets, um in den rituellen Weihezustand zu treten.

## Die Talbiya während der islamischen Wallfahrt
Muslimische Pilger beginnen damit, die Talbiyya laut auszusprechen, nachdem sie sich in den für die Wallfahrt notwendigen Weihezustand (iḥrām) begeben haben. Dabei ist das Aussprechen dieser Formel obligatorisch, wie in zahlreichen Ahadith berichtet wird.
Die Formel lautet wie folgt:

«لَبَّيْكَ ٱللَّٰهُمَّ لَبَّيْكَ، لَبَّيْكَ لَا شَرِيكَ لَكَ لَبَّيْكَ، إِنَّ ٱلْحَمْدَ وَٱلنِّعْمَةَ لَكَ وَٱلْمُلْكَ لَا شَرِيكَ لَكَ»

„labbayka llāhumma labbayka, labbayka lā šarīka laka labbayka, inna l-ḥamda wa-n-niʿmata laka wa-l-mulka lā šarīkala“

„O Allah, mein Gott, da bin ich (zu Diensten!) da bin ich. Da bin ich, Teilhaber hast Du nicht, und da bin ich. Wahrlich, alles Lob gebührt Dir, die Gnade ist nur von Dir, und das Königreich gehört nur Dir. Teilhaber hast Du nicht!“

(vgl. Sahih Al-Buchari Hadith-Nummer 1265 und 1550)

## Als Ortsname
Ein ursprünglich arabischer Stadtteil Jerusalems (außerhalb der Altstadt) trägt den Namen Talbiya. Sein heutiger hebräischer Name ist Komemiyut. Das Viertel liegt im Westteil der Stadt, der 1948 an Israel fiel, zwischen Rechavia und Ha-Moshava Ha-Germanit und wurde in den 1920er und 1930er Jahren auf einem vom griechisch-orthodoxen Patriarchat von Jerusalem erworbenen Grundstück vor allem von wohlhabenden christlich-arabischen Familien im Villenstil errichtet.